# Acropyga rutgersi
Acropyga rutgersi é uma espécie de formiga do gênero Acropyga, pertencente à subfamília Formicinae.